# Peninsula (Ohio)
Pour les articles homonymes, voir Peninsula.
Peninsula est un village américain situé dans le comté de Summit, dans l'Ohio. Selon le recensement de 2020, sa population est de 536 habitants.

## Démographie
| Année | Population | Évolution |
| ----- | ---------- | --------- |
| 1880  | 488        | /         |
| 1890  | 562        | +15,2 %   |
| 1900  | 579        | +3,0 %    |
| 1910  | 536        | -7,4 %    |
| 1920  | 520        | -3 %      |
| 1930  | 510        | -1,9 %    |
| 1940  | 573        | +12,4 %   |
| 1950  | 636        | +11,0 %   |
| 1960  | 644        | +1,3 %    |
| 1970  | 692        | +7,5 %    |
| 1980  | 604        | -12,7 %   |
| 1990  | 562        | -7,0 %    |
| 2000  | 602        | +7,1 %    |
| 2010  | 565        | -6,1 %    |
| 2020  | 536        | -5,1 %    |